# Prisoner 709 Live
Prisoner 709 Live è il secondo album dal vivo del rapper italiano Caparezza, pubblicato il 7 settembre 2018 dalla Universal Music Group.

## Descrizione
Contiene dieci dei sedici brani tratti dal settimo album Prisoner 709 eseguiti dal vivo durante la prima tappa del tour tenuta dal rapper nell'inverno 2017.
L'edizione fisica della pubblicazione presenta anche l'album originale e un DVD contenente un documentario che ripercorre lo svolgimento del tour attraverso interviste e filmati dal vivo. Per essa sono state commercializzate un'edizione speciale, contenente uno speciale di Rolling Stone Italia dedicato al rapper, e un'edizione deluxe, contenente un esteso libro fotografico.

## Tracce
Testi e musiche di Michele Salvemini, eccetto dove indicato.
CD 1 – Live
1. Prosopagnosia (con John De Leo) – 3:49
2. Prisoner 709 – 4:07
3. Confusianesimo – 5:44
4. Una chiave – 4:11
5. Ti fa stare bene – 4:33
6. Migliora la tua memoria con un click (con Max Gazzè) – 4:47 (testo: Michele Salvemini, Max Gazzè)
7. Larsen – 4:30
8. L'uomo che premette – 3:20
9. Autoipnotica – 5:48
10. Prosopagno sia! – 4:10

CD 2 – Studio
1. Prosopagnosia (Il reato - Michele o Caparezza) (con John De Leo) – 3:45
2. Prisoner 709 (La pena - Compact o streaming) – 3:57
3. La caduta di Atlante (Il peso - Sopruso o giustizia) – 4:26
4. Forever Jung (Lo psicologo - Guarire o ammalarsi) (con DMC) – 4:21 (testo: Michele Salvemini, Darryl Matthews McDaniels)
5. Confusianesimo (Il conforto - Ragione o religione) – 4:27
6. Il testo che avrei voluto scrivere (La lettera - Romanzo o biografia) – 4:32
7. Una chiave (Il colloquio - Aprirsi o chiudersi) – 4:05
8. Ti fa stare bene (L'ora d'aria - Frivolo o impegnato) – 4:10
9. Migliora la tua memoria con un click (Il flashback - Ricorda o dimentica) (con Max Gazzè) – 4:45 (testo: Michele Salvemini, Max Gazzè)
10. Larsen (La tortura - Perdono o punizione) – 4:20
11. Sogno di potere (La rivolta - Servire o comandare) – 4:02
12. L'uomo che premette (La guardia - Innocuo o criminale) – 3:20
13. Minimoog (L'infermeria - Graffio o cicatrice) (con John De Leo) – 1:45
14. L'infinto (La finestra - Persone o programmi) – 4:15
15. Autoipnotica (L'evasione - Fuggire o ritornare) – 5:10
16. Prosopagno sia! (La latitanza - Libertà o prigionia) – 9:05 – contiene una traccia fantasma senza titolo

DVD
1. Trip709 – 54:00

## Formazione
- Caparezza – voce
- Rino Corrieri – batteria
- Giovanni Astorino – basso
- Alfredo Ferrero – chitarra
- Gaetano Camporale – tastiera
- Diego Perrone – voce
- Anna Lovecchio – cori
- Carmen Montagna – cori